# Sant'Alessio in Aspromonte
Sant'Alessio in Aspromonte é uma comuna italiana da região da Calábria, província de Reggio Calabria, com cerca de 655 habitantes. Estende-se por uma área de 4 km², tendo uma densidade populacional de 195 hab/km². Faz fronteira com Laganadi, Reggio di Calabria, Santo Stefano in Aspromonte.

## Demografia
| Variação demográfica do município entre 1861 e 2011                               |
|                                                                                   |
| Fonte: Istituto Nazionale di Statistica (ISTAT) - Elaboração gráfica da Wikipedia |